# Xenopirostris
A Xenopirostris  a madarak osztályának verébalakúak (Passeriformes) rendjébe és a vangagébicsfélék (Vangidae) családjába tartozó nem.

## Rendszerezésük
A nemet Charles Lucien Jules Laurent Bonaparte francia ornitológus írta le 1850-ban, az alábbi 3 faj tartozik:
- vékonycsőrű vanga (Xenopirostris xenopirostris)
- alkacsőrű vanga (Xenopirostris damii)
- Pollen-vanga (Xenopirostris polleni)

## Előfordulásuk
Madagaszkár területén honosak. Természetes élőhelyeik a szubtrópusi vagy trópusi síkvidéki és hegyi esőerdők, lombhullató erdők és száraz cserjések. Állandó, nem vonuló fajok.

## Megjelenésük
Testhosszuk 24–30 centiméter közötti.

## Életmódjuk
Főleg gerinctelenekkel táplálkoznak.